# Argyractis
Argyractis là một chi bướm đêm thuộc họ Crambidae.